# Любочесьниця
Любочесьниця (пол. Lubocześnica) — село в Польщі, у гміні Пневи Шамотульського повіту Великопольського воєводства.
Населення — 208 осіб (2011).
У 1975-1998 роках село належало до Познанського воєводства.

## Демографія
Демографічна структура станом на 31 березня 2011 року:
|          | Загалом | Допрацездатний вік | Працездатний вік | Постпрацездатний вік |
| -------- | ------- | ------------------ | ---------------- | -------------------- |
| Чоловіки | 113     | 32                 | 67               | 14                   |
| Жінки    | 95      | 25                 | 52               | 18                   |
| Разом    | 208     | 57                 | 119              | 32                   |